# Aldwych (metropolitana di Londra)
Aldwych (IPA: /ɔːldwɪtʃ/) è una stazione fantasma della metropolitana di Londra situata sotto la strada omonima, nella città di Westminster.
Aperta nel 1907 sotto il nome di Strand, la stazione è stata da sempre utilizzata da un basso numero di passeggeri: per questa ragione era collegata col resto della Tube solo grazie a un servizio navetta che la collegava alla fermata di Holborn, non operativo nei fine settimana. Aldwych rimase aperta fino al 1994 quando, al termine di varie vicissitudini, fu chiusa poiché i costi per il suo mantenimento erano superiori ai proventi generati dal numero di persone che la utilizzavano. Ciononostante la stazione ha conosciuto grande importanza durante il corso dei due conflitti mondiali: infatti il tunnel che connette Aldwych e Holborn è stato varie volte utilizzato per mettervi al sicuro le opere e i reperti esposti in molti musei londinesi, come il British Museum.
Nella stazione, sin dalla sua apertura avvenuta nel 1907, sono stati girati molti film sia per scene ambientate ad Aldwych sia per riprodurre ambienti di altre fermate della London Underground. Per la sua importanza storico-cinematografica, Aldwych è stata riconosciuta come un monumento classificato di Grade II.

## Storia

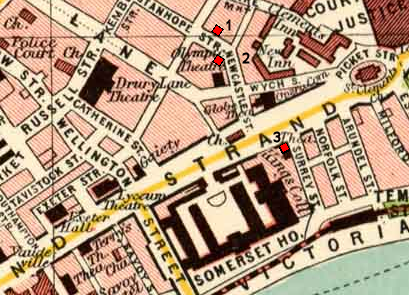
Ecco come appariva l'area di Aldwych prima della costruzione della Kingsway e dell'omonima stazione. Nell'immagine le posizioni proposte della stazione sono evidenziate in rosso.
1. Incrocio tra Holles Street (qui non mostrata) e Stanhope Street.
2. Quello che sarà il raccordo fra la Kingsway ed Aldwych.
3. Incrocio tra lo Strand e Surrey Street.

1. Incrocio tra Holles Street (qui non mostrata) e Stanhope Street.
     2. Quello che sarà il raccordo fra la Kingsway ed Aldwych.
     3. Incrocio tra lo Strand e Surrey Street.

### La pianificazione
La Great Northern and Strand Railway (comunemente abbreviata in GN&SR) sottopose la richiesta per la realizzazione di una stazione della metropolitana in località Aldwych al Parlamento inglese nel novembre del 1898. Il tracciato proposto dalla GN&SR aveva inizio nella zona di Aldwych, toccava le aree di King's Cross e di Finsbury Park e poi terminava presso lo scalo ferroviario di Wood Green (oggi Alexandra Palace, dal nome dell'omonimo edificio vittoriano presente in loco). Secondo tale progetti, la stazione sarebbe stata realizzata all'incrocio fra Stanhope Street e Holles Street. Tuttavia, quando fu pianificata la demolizione delle due strade per facilitare la costruzione della Kingsway, la stazione fu ripensata all'incrocio di quest'ultima con Aldwych. La proposta ricevette l'assenso reale e il Great Northern and Strand Railway Act 1899 fu promulgato il 1º agosto 1899.
Nel novembre del 1902 la GN&SR fu rilevata dalla Brompton and Piccadilly Circus Railway (che stava già progettando un'estensione dell'omonima linea da South Kensington a Piccadilly Circus), dando vita alla Great Northern, Piccadilly and Brompton Railway (spesso abbreviata in GNP&BR). Tuttavia, poco dopo la fondazione della società, ci fu un imprevisto: l'estensione della linea fino a Piccadilly Circus venne contestata dal duca di Norfolk Henry Fitzalan-Howard in quanto i tunnel sarebbero dovuti passare sotto ad alcune sue proprietà.
Nel 1903, la GNP&BR cercò di ottenere il permesso per un ramo che da Piccadilly Circus transitasse sotto Leicester Square, Aldwych, Fleet Street e raggiungesse quindi la City. Nel progetto, la stazione di Strand (il nome dello scalo all'epoca) sarebbe divenuto uno scalo di scambio. Tuttavia, la Commissione reale sul traffico rigettò il progetto, che non fu nemmeno esaminato dal Parlamento.
Nel 1905, la GNP&BR ripropose il progetto al Parlamento con una seconda proposta che prevedeva la rilocazione della stazione. Delle due, solo quest'ultima fu accolta.

### La costruzione

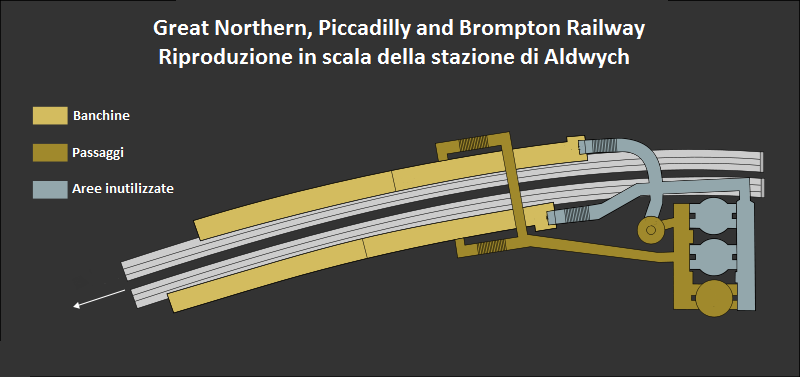
Riproduzione in scala della stazione di Aldwych.

In seguito alla creazione della Great Northern, Piccadilly and Brompton Railway il tratto della GN&SR a sud della stazione di Holborn (il cosiddetto Aldwych Branch) si ridusse ad una breve diramazione staccatosi dal percorso principale.
Prima di costruire la tratta Holborn-Strand si dovette prima completare il percorso principale della GN&SR. I lavori per il completamento della linea metropolitana, iniziati nel 1902, non costituirono un problema: infatti non vi furono ritardi e la linea fu completata già nell'autunno del 1906.
Il 21 ottobre 1905, dopo un breve ritardo iniziale, iniziarono i lavori per la costruzione della stazione di Aldwych. Si stabilì l'esatta posizione della fermata, precisamente all'incrocio tra lo Strand e Surrey Street (dove precedentemente era sito il Royal Strand Theatre) e si determinò chi fosse l'architetto; per questo impiego fu assunto il britannico Leslie Green, che realizzò l'edificio interamente in terracotta rossa, con una facciata che presentava ampie finestre semicircolari. Inoltre si stabilì che dopo l'entrata ci sarebbe stato un negozio e che si sarebbero utilizzati ascensori e scale a chiocciola per collegare l'uscita con le banchine.
Le banchine si trovano ad una notevole profondità di 28,19 metri sotto il livello della strada e sono lunghe circa 76 metri; inoltre, come per ogni altra stazione progettata da Green, le pareti vennero decorate con una piastrellatura che presentava due colori alterni, in questo caso crema e verde scuro. Tuttavia, per motivi più o meno vari, non furono piastrellate molte delle pareti della fermata.

### Dal 1906 al 1994

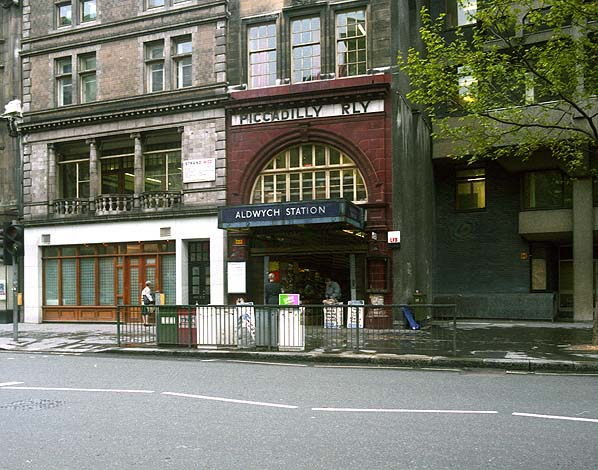
Foto che illustra come appariva la stazione di Aldwych prima della sua chiusura; questa fotografia, in particolare, è stata scattata il 30 settembre 1994.

La stazione venne completata il 30 novembre 1906; aprì tuttavia al pubblico solo il 30 novembre 1907, sotto il nome di Strand. Era possibile arrivare alla stessa grazie a un servizio navetta; quest'ultimo partiva dall'apposita banchina della fermata di Holborn. Inoltre Aldwych poteva beneficiare di un servizio notturno attivo dai lunedì ai sabato sera che la connetteva con lo scalo ferroviario di Finsbury Park (tale servizio continuò solo fino all'ottobre del 1908). Aldwych poteva contare anche su un treno in servizio nelle ore di punta; quest'ultimo, tuttavia, diventò inattivo a partire dal 1914.
Nel 1915 la stazione venne rinominata in Aldwych, nome mantenuto fino al 1994, anno in cui chiuse; inoltre, sempre nel 1915, la fermata della metropolitana di Charing Cross assunse il nuovo nome di Strand, precedentemente adottato dallo scalo di Aldwych.
Aldwych assunse una rilevante importanza nella prima guerra mondiale: infatti, dal settembre del 1917 al dicembre del 1918, si custodirono nella stessa oltre 300 dipinti provenienti dalla National Gallery londinese.

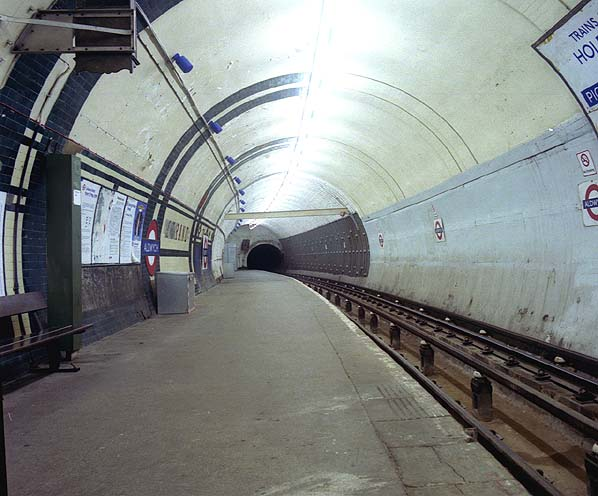
L'interno della stazione di Aldwych quando era ancora aperta.

Nel 1922 la sala biglietteria venne chiusa dopo l'inserimento di distributori automatici di biglietti negli ascensori. Ciononostante, malgrado i numerosi servizi-extra di cui la stazione poteva usufruire (ricordiamo fra di essi il treno attivo nelle ore di punta e quello in funzione dai lunedì ai sabato sera), Aldwych continuò a essere usata da un numero basso di persone. Si calcola che nel 1929 veniva utilizzata annualmente da 1.069.650 persone e che da essa si ricavava un profitto di 4.500 sterline. La stazione passò il rischio di essere chiusa molte volte: per esempio si propose la chiusura della stessa nel 1929 e nel 1933.
L'inizio della seconda guerra mondiale causò la chiusura temporanea di Aldwych e dell'omonima diramazione; questi ultimi vennero precisamente chiusi nel 1940, poco dopo l'inizio del Blitz su Londra. Così come nella Grande guerra anche nella seconda guerra mondiale sia la fermata di Aldwych, sia i tunnel che conducono a Holborn furono utilizzati per custodire molti reperti provenienti dai vari musei londinesi, in particolare dal British Museum. Fu in particolare ad Aldwych che si conservarono i famosi marmi di Elgin. Aldwych, inoltre, fu utilizzata come rifugio antiaereo da molti londinesi.
Sia Aldwych che l'omonima diramazione riaprirono il 1º luglio 1946: tuttavia, anche dopo la sua apertura, la stazione continuò a essere usata da un basso numero di passeggeri. Per questa ragione nel 1958 la London Transport Executive (all'epoca l'ente responsabile dei trasporti pubblici londinesi) annunciò che a breve la stazione sarebbe stata chiusa; tuttavia, come già accaduto nel 1929 e nel 1933, ciò non avvenne ma lo scalo subì la riduzione del servizio ai soli orari di punta dei giorni feriali, dal lunedì al venerdì, e al sabato mattina. Dal 1962, inoltre, fu cessato il servizio del sabato mattina.
La decisione definitiva di chiudere la stazione venne presa il 4 gennaio 1993. Gli ascensori erano ormai diventati obsoleti (risalivano al 1907) e la loro sostituzione avrebbe comportato un costo di tre milioni di sterline; ciò appariva proibitivo considerando che la fermata era utilizzata da una media di 450 passeggeri al giorno. Aldwych chiuse infine al pubblico il 30 settembre 1994.

### Estensioni passanti per Aldwych

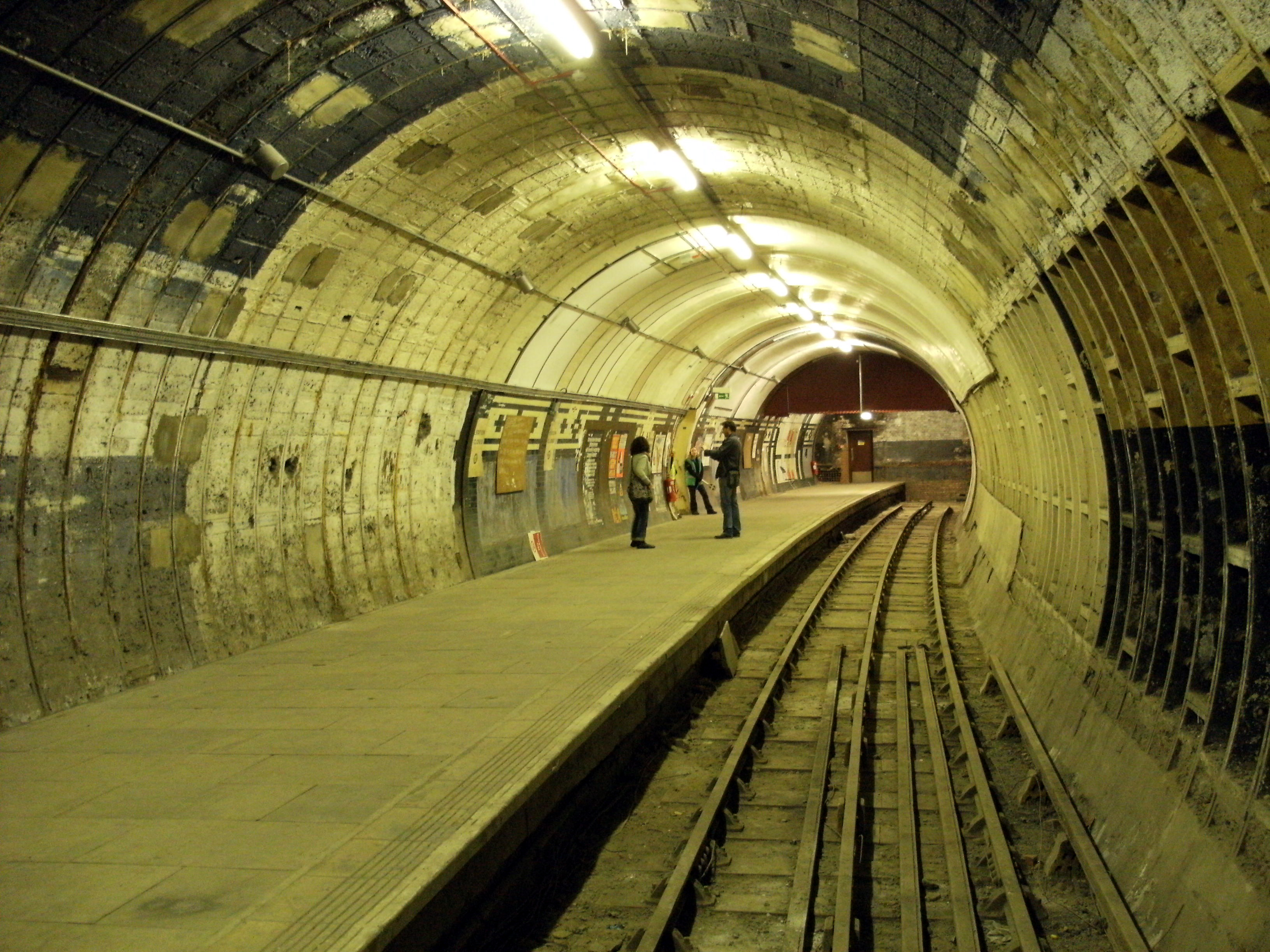
La banchina orientale dello scalo di Aldwych nel 2011.

Molte delle estensioni proposte della metropolitana di Londra passavano per Aldwych.
Dopo il termine della seconda guerra mondiale vennero progettate numerose estensioni per porre fine all'affollamento che aveva luogo in molte delle stazioni della metrò londinese durante le ore di punta. Per esempio, nel marzo del 1965, la British Railways Board e la London Transport Board collaborarono per realizzare una nuova linea, la Fleet line, che partendo da Stanmore sarebbe dovuta passare per Aldwych per poi terminare a Hayes, nel sud-est londinese.
I lavori per la Fleet line (che nel frattempo assunse il nuovo nome di Jubilee line) cominciarono nel febbraio del 1972 e terminarono nel 1979; all'epoca la linea aveva inizio da Stanmore per poi terminare a Charing Cross. A questo punto la linea sarebbe dovuta proseguire passando per Aldwych, anche se non fu così: infatti non venne aperto alcun cantiere nell'area. Vennero apportate invece delle modifiche al progetto: la linea, al posto di proseguire passando per Aldwych, sarebbe passata per Green Park e Westminster per poi terminare a Stratford, nei London Docklands.
È stato inoltre stilato un nuovo progetto, che vede Aldwych fare parte di una possibile estensione della Docklands Light Railway. Infatti l'Ove Arup & Partners in una sua relazione, la DLR Horizon 2020 Study, avanzò la proposta di estendere la DLR da Bank a Charing Cross passando per Aldwych e per lo scalo ferroviario di City Thameslink.

## Influenza culturale

| Unknown route-map component "utCONTg" |

|  | Unknown route-map component "uetKRWgl" | Unknown route-map component "uextKRW+r" |

|  | Unknown route-map component "utXBHF-L" | Unknown route-map component "uextXBHF-R" |

|  | Urban tunnel straight track | Unused urban end station |

| Urban tunnel stop on track |

| Unknown route-map component "utCONTf" |

### In ambito cinematografico
L'abitudine di utilizzare Aldwych per girarvi spot o film era già molto nota all'epoca, poiché la stazione era poco usata; tale usanza continuò anche dopo la chiusura della stazione.
Aldwych nei film può interpretare se stessa oppure, con un'opportuna segnaletica, può impersonificare anche altre stazioni della London Underground. Sia l'infrastruttura che i binari vengono regolarmente mantenuti per far sì che non si deteriorino; inoltre nel tunnel che connette Aldwych con Holborn è stato posizionato un treno della Northern line, utilizzato durante le riprese.
Aldwych appare nei seguenti film:
- 28 settimane dopo[29]
- Creep - Il chirurgo[29]
- Espiazione[2]
- Giochi di potere[30]
- I lunghi giorni delle aquile[29]
- Non prendete quel metrò[2]
- Superman IV[2]
- The Edge of Love[29]
- The Gentle Gunman[2]
- The Good Shepherd - L'ombra del potere[29]
- The Krays[29]
- Un lupo mannaro americano a Londra[31]
- V per Vendetta[29]

### In altri ambiti
Aldwych appare anche nel romanzo Rogue Male, scritto nel 1939 dallo scrittore britannico Geoffrey Household; nel libro infatti uno dei protagonisti della vicenda, precisamente un agente, vede i nemici utilizzare il servizio-navetta dell'Aldwych Branch. Inoltre, sempre nello stesso romanzo, l'agente muore folgorato nella stazione di Aldwych.
Aldwych appare anche nel videogioco Tomb Raider III; infatti il decimo livello del gioco è ambientato nella stazione.
Aldwych appare nel videoclip Baby Baby di Corona.
Infine nel tunnel che connette Aldwych con Holborn è stato girato l'inizio del videoclip del singolo Firestarter, cantato dal gruppo inglese dei Prodigy.
La stazione è accessibile al pubblico periodicamente con visite guidate organizzate dal London Transport Museum.

## Trasporti

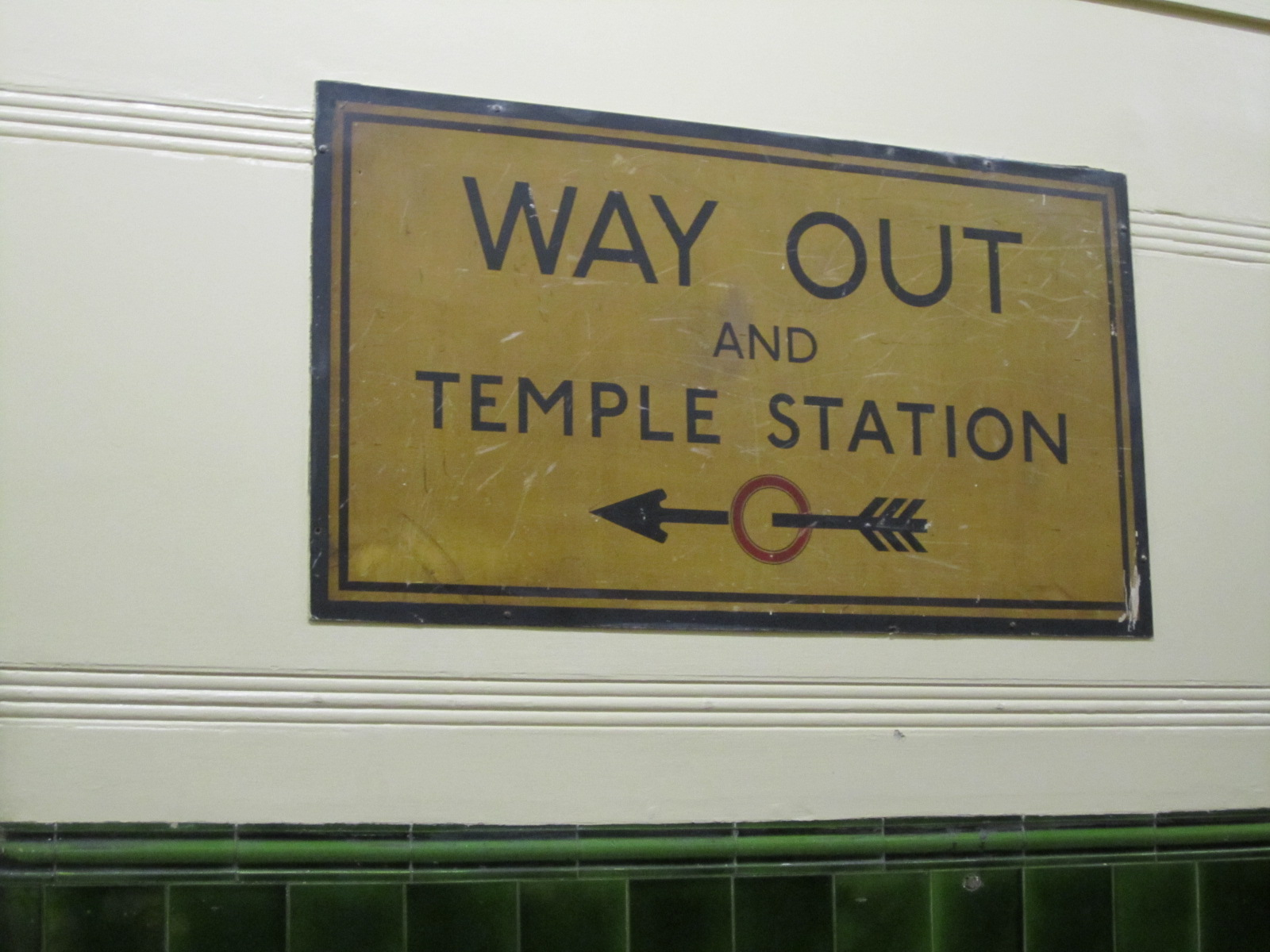
Cartello che segnalava la possibilità di uso della vicina stazione di Temple come interscambio.

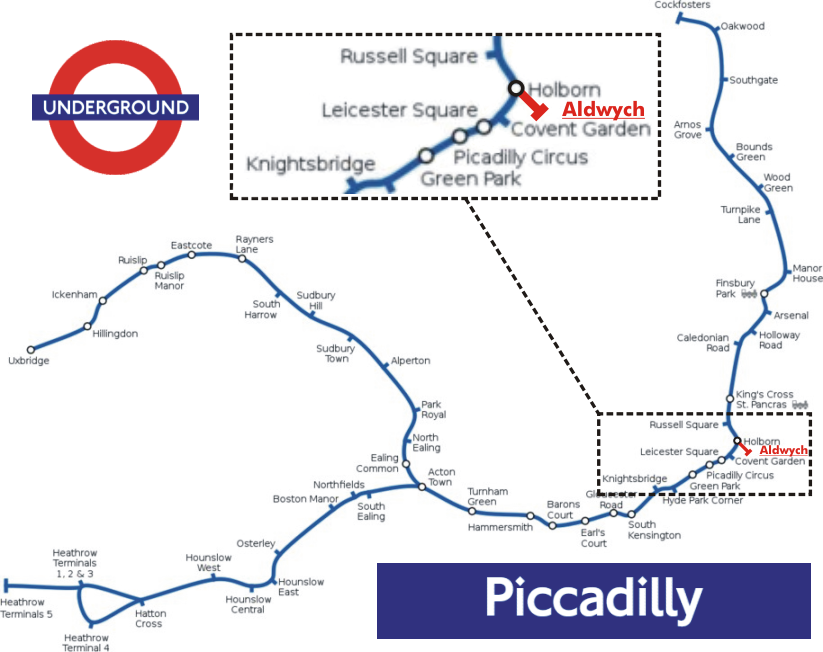
Localizzazione di Aldwych nella Piccadilly line: è evidenziato in rosso anche il cosiddetto Aldwych Branch.

### Metropolitana di Londra
Come già accennato, sebbene una volta si potesse raggiungere la stazione utilizzando la metropolitana di Londra, oggi ciò non è più possibile in seguito alla sua chiusura nel 1994.
La si può tuttavia raggiungere partendo da alcune stazioni della metropolitana di Londra vicine a quella di Aldwych; in questo caso è possibile utilizzare Temple e Holborn, in linea d'aria poco distanti da quella di Aldwych. Altrimenti è possibile utilizzare le stazioni della metropolitana di Charing Cross (che, come già accennato, una volta venne rinominata proprio in Strand), di Covent Garden o di Leicester Square.

### National Rail
Lo scalo ferroviario più vicino alla stazione di Aldwych è quello di Charing Cross, distante circa mezzo chilometro dalla stazione della Tube (per arrivare da Charing Cross ad Aldwych basta impiegare 11 minuti a piedi).
In alternativa è possibile utilizzare le stazioni di City Thameslink o di Blackfriars.

### London Buses
Per arrivare alla stazione di Aldwych è necessario utilizzare uno dei seguenti London Buses:
| Autobus passanti per Aldwych | Autobus passanti per Aldwych |                                     |
| ---------------------------- | ---------------------------- | ----------------------------------- |
| 1                            |                              | Canada Water - Tottenham Court Road |
| 4                            |                              | Archway - Waterloo                  |
| 6                            |                              | Willesden                           |
| 9                            |                              | Hammersmith                         |
| 11                           |                              | Fulham Broadway - Liverpool Street  |
| 13                           |                              | Golders Green                       |
| 15                           |                              | Blackwall - Regent Street           |
| 23                           |                              | Liverpool Street - Westbourne Park  |
| 26                           |                              | Hackney Wick - Waterloo             |
| 59                           |                              | King's Cross - Streatham Hill       |
| 68                           |                              | Euston - West Norwood               |
| 76                           |                              | Tottenham - Waterloo                |
| 87                           |                              | Wandsworth                          |
| 91                           |                              | Crouch End - Trafalgar Square       |
| 139                          |                              | Waterloo - West Hampstead           |
| 168                          |                              | Hampstead Heath - Old Kent Road     |
| 171                          |                              | Catford - Holborn                   |
| 172                          |                              | Brockley Rise - St. Paul's          |
| 176                          |                              | Penge - Tottenham Court Road        |
| 188                          |                              | North Greenwich - Russell Square    |
| 243                          |                              | Waterloo - Wood Green               |
| 341                          |                              | Northumberland Park - Waterloo      |
| 388                          |                              | Embankment - Hackney Wick           |
| 521                          |                              | Waterloo                            |